# Heigeign
Heigeign ist ein österreichisches Quintett, das stilistisch in der Neuen Volksmusik angesiedelt ist. Ihre Musik ist von pannonischer Volksmusik inspiriert, mit Texten in Hianzisch, Burgenlandkroatisch, Ungarisch und Romanes.
Als Ergebnis der intensiven Beschäftigung mit der Musik Joseph Haydns entstand 2008 die CD joschi, auf der Bearbeitungen von Volksliedern zu hören sind, deren Themen sich auch in Haydns Werken wiederfinden.
Heigeign wurde auf verschiedene Festivals der Neuen Volksmusik und Weltmusik eingeladen (z. B. Glatt & Verkehrt (2006), Polka Nova (2009)). 

## Diskographie
- 2006: Huamweh (Groove records 06340)
- 2008: Joschi (Groove records 08170)
- 2011: Indigo (Groove records 11180)